# 파주 칠중성
칠중성(七重城)은 대한민국 경기도 파주시 적성면 구읍리에 위치한 산성(山城)으로, 2002년 1월 29일 사적 제437호로 지정되었다.

## 개요
칠중성은 해발 147m의 중성산 정상부와 그 남서쪽에 위치한 해발 142m의 봉우리를 연결하여 축조한 퇴뫼식산성으로 전체 둘레는 603m이고 남북 폭은 198m, 동서 폭은 168m이다. 전체 높이는 북동쪽이 가장 높고 서벽에 비해 동벽 부분이 현저히 낮은 형태를 보이고 있다.
임진강 중류의 남쪽 연안에 위치하고 있어 관서지방과 한강유역을 연결하는 교통의 요지로 삼국시대에 많은 전투가 있었다. 신라와 고구려의 전쟁이 이 성을 중심으로 시작되었고, 신라의 삼국 통일 전쟁시 나당연합군에 의한 고구려 침공 때 중요한 역할을 수행했을 뿐만 아니라 통일 이후에는 신라와 당나라와의 전투에서 그 역할이 매우 컸던 산성이다.
지표조사(2000.10.27∼2001.1.15) 결과 문지 3개소, 건물지 5개소, 우물지 2개소 등이 남아 있음이 확인되었으며, 칠(七)자명의 평기와와 고구려, 백제, 신라시대의 유물이 다량으로 출토되는 등 우리나라 고대사의 많은 문제를 해결할 수 있는 역사적·학술적으로 중요한 유적이다.

## 역사
백제가 이 지역을 지배했을 당시에는 이곳을 난은별(難隱別)이라 했으며, 475년(장수왕 63) 남진 정책의 성공으로 고구려가 한강 유역 일대의 지배권을 확립한 때에는 낭비성(娘臂城)이라 하였다. 
선덕여왕 때에 북방 변경의 요충지인 칠중현에 축조된 성으로 삼국 통일부터 나당 전쟁까지의 시기에 격전지였다.
638년 (선덕여왕 7년)에 고구려 군이 대대적으로 칠중성을 공격했지만 알천이 격퇴했다. 660년에는 고구려와 말갈의 연합군이 신라와의 20여일간의 포위전 끝에, 현령(縣令)필부와 상간(上干) 본숙(本宿), 모지(謨支) 미재(美齋)등의 관리를 비롯하여 일반 백성들이 전사하는 등 신라가 패하고 성이 함락당하였다. 나당전쟁때인 673년 (문무왕 13년)에는 고구려군이 이근행의 당나라군대에게 궤멸당해 고구려 부흥운동이 와해되었고, 고구려군은 신라군에 흡수되어 9서당 10정에 편입되었다. 675년 (문무왕 15년)에 당나라가 다시 말갈과 연합해 칠중성을 공격했고 신라군은 소수(小守) 유동(儒冬)이 전사하는 피해를 입었지만 당군을 격퇴하는 승리를 거두었다. 이는 나중에 매소성 전투에도 영향을 끼치게 된다.
삼국 통일 이후에도 칠중성 일대는 한국사에 주요 전장으로 기록된다. 한국 전쟁이 발발하던 1950년에는 6월 25일 ~ 6월 28일사이에 북한군의 기습남침에 한국군이 속수무책으로 궤멸당한 고랑포 전투가 있었고 이듬해 1951년 4월 후순의 적성 전투에서는 영국군이 주축이 된 제29보병여단이 3만명의 중공군의 도강을 저지하기도 했었다.

## 같이 보기
- 적성현
- 알천
- 호로하 전투
- 적성전투